# Hans Lohrisch
Hans Lohrisch (* 24. Dezember 1912 in Klinkrade bei Lauenburg/Elbe; † 9. Januar 1971) war ein deutscher Politiker der DDR-Blockpartei NDPD und Funktionär dieser Partei. Er war Vorsitzender des NDPD-Landesvorstandes Brandenburg und des NDPD-Bezirksvorstandes Potsdam sowie 1950/51 Abgeordneter der Volkskammer und 1951 bis 1958 der Länderkammer der DDR.

## Leben
Lohrisch besuchte die Volksschule und das Gymnasium. Er begann 1935 ein Jura-, Soziologie- und Geschichtsstudium. 1939 legte er das juristische Staatsexamen ab. 1940 wurde er zum Kriegsdienst bei der Luftwaffe eingezogen. Im April 1944 geriet er im Range eines Oberleutnants in sowjetische Kriegsgefangenschaft. Er besuchte dort eine Antifa-Schule.
Im November 1947 kehrte er nach Deutschland, in die SBZ, zurück und trat 1948 der SED bei. 1948/49 war er als Rundfunkredakteur beim Mitteldeutschen Rundfunk in Leipzig tätig. Im Juni 1949 trat er zur NDPD über. Von Juni 1949 bis 1951 war er Direktor der Schule für Nationale Politik der NDPD in Buckow. Ab Juni 1949 gehörte er dem geschäftsführenden Hauptvorstand des NDPD an, von 1951 bis 1958 war er Mitglied des Hauptausschusses der NDPD. Von April 1951 bis Juli 1952 fungierte Lohrisch als Vorsitzender des Landesvorstandes Brandenburg der NDPD, 1952/53 als Vorsitzender des Bezirksvorstandes Potsdam der NDPD und stellvertretender Vorsitzender des Rates des Bezirkes Potsdam. 
Lohrisch war 1950 bis 1951 Abgeordneter der Volkskammer und von 1951 bis 1958 Abgeordneter der Länderkammer der DDR. Von 1951 bis 1952 gehörte er als Mitglied dem Landtag Brandenburg bzw. dann von 1952 bis 1954 dem Bezirkstag Potsdam an. 
Ab Mai 1953 war Lohrisch Zivilangestellter der Verwaltung für Allgemeine Fragen und Abteilungsleiter im Ministerium des Innern (MdI). Ab 1955 war Lohrisch als Journalist tätig, unter anderem als Auslandskorrespondent des Allgemeinen Deutschen Nachrichtendienstes in Rumänien und Vietnam.
Lohrisch trat später wieder der SED bei.